# Garnasjö
Garnasjö är en sjö i Varbergs kommun i Halland och ingår i Viskans huvudavrinningsområde. Sjön har en area på 0,063 kvadratkilometer och ligger 101,7 meter över havet. Sjön avvattnas av vattendraget Albäcken. Vid provfiske har abborre, mört och sarv fångats i sjön.

## Delavrinningsområde
Garnasjö ingår i det delavrinningsområde (635771-129456) som SMHI kallar för Mynnar i Viskan. Medelhöjden är 103 meter över havet och ytan är 7,8 kvadratkilometer. Det finns inga avrinningsområden uppströms utan avrinningsområdet är högsta punkten. Albäcken som avvattnar avrinningsområdet har biflödesordning 2, vilket innebär att vattnet flödar genom totalt 2 vattendrag innan det når havet efter 16 kilometer. Avrinningsområdet består mestadels av skog (89 procent). Avrinningsområdet har 0,53 kvadratkilometer vattenytor vilket ger det en sjöprocent på 6,8 procent.